# Lisie Jamy (Góry Świętokrzyskie)
 Lisie Jamy  (336 m n.p.m.) – wzgórze w południowo-zachodniej Polsce w Górach Świętokrzyskich na Płaskowyżu Suchedniowskim. Znajduje się na terenie Sieradowickiego Parku Krajobrazowego.

## Szlaki turystyczne
Przez wzgórze nie przebiega żaden szlak turystyczny, najbliżej szczytu (ok. 440m) biegnie  czerwony szlak rowerowy ze Starachowic.